# Jebediah
I Jebediah sono un gruppo musicale australiano formatosi nel 1994 a Perth.

## Formazione
- Kevin Mitchell - voce, chitarra ritmica
- Chris Daymond - chitarra solista
- Brett Mitchell - batteria, cori
- Vanessa Thornton - basso

## Discografia

### Album in studio
| Anno | Titolo                                                                  | Classifiche | Certificazioni     |
| Anno | Titolo                                                                  | AUS         | Certificazioni     |
| ---- | ----------------------------------------------------------------------- | ----------- | ------------------ |
| 1997 | Slightly Odway - Pubblicato: 8 settembre 1997 - Etichetta: Murmur       | 7           | - AUS: Platino (2) |
| 1999 | Of Someday Shambles - Pubblicato: 1º novembre 1999 - Etichetta: Murmur  | 2           | - AUS: Platino     |
| 2002 | Jebediah - Pubblicato: 3 marzo 2002 - Etichetta: Murmur                 | 8           |                    |
| 2004 | Braxton Hicks - Pubblicato: 12 luglio 2004 - Etichetta: Redline Records | 26          |                    |
| 2011 | Kosciuszko - Pubblicato: 15 aprile 2011 - Etichetta: Dew Process        | 6           |                    |

### Raccolte
| Anno | Titolo                                                                     |
| ---- | -------------------------------------------------------------------------- |
| 2003 | Glee Sides and Sparities - Pubblicato: 20 ottobre 2003 - Etichetta: Murmur |

### EP
| Anno | Titolo                                                                                  | Classifiche |
| Anno | Titolo                                                                                  | AUS         |
| ---- | --------------------------------------------------------------------------------------- | ----------- |
| 1996 | Twich - Pubblicato: 5 agosto 1996 - Etichetta: Murmur                                   | 61          |
| 1998 | Harpoon - Pubblicato: 22 giugno 1998 - Etichetta: Murmur                                | 46          |
| 2000 | Jebediah/Jimmy Eat World - Pubblicato: 31 agosto 2000 - Etichetta: Big Wheel Recreation | —           |
| 2005 | Anniversary EP - Pubblicato: 20 giugno 2005 - Etichetta: Redline Records                | 86          |
| 2011 | Kosciuszko - Pubblicato: 15 aprile 2011 - Etichetta: Dew Process                        | 6           |